# James Johnson (Basketballspieler)
James Patrick Johnson (* 20. Februar 1987 in Cheyenne, Wyoming) ist ein US-amerikanischer Basketballspieler, der seit 2009 in der NBA aktiv ist. Bei einer Größe von 2,01 Metern kommt er auf beiden Forward-Positionen zum Einsatz.

## Karriere

### High School und College
Johnson spielte an der High School für die Cheyenne East High School, bevor er zur Wake Forest University wechselte. Schon als Freshman führte er sein Team sowohl bei den Punkten als auch bei den Rebounds an, was ihm im Bereich Rebounds auch als Sophomore gelang. In seiner letzten Collegesaison gelangen ihm durchschnittlich 15,0 Punkte und 8,5 Rebounds. Nach der Saison erklärte Johnson seine Teilnahme an der NBA-Draft 2009.

### NBA
Johnson wurde bei der NBA-Draft 2009 an 16. Stelle von den Chicago Bulls ausgewählt. Er spielte zwei Jahre für die Bulls, ehe er im Februar 2011 für einen Draft-Pick zu den Toronto Raptors transferiert wurde. Bei den Raptors entwickelte sich Johnson zu einem Schlüsselspieler und legte in der Saison 2011/12 9,1 Punkte, 4,7 Rebounds, 2,0 Assists, sowie 1,2 Steals und 1,4 Blocks pro Spiel hin.
Im Sommer 2012 wurde er zu den Sacramento Kings transferiert. Er konnte sich jedoch in Sacramento jedoch nicht durchsetzen, so dass er im Sommer 2013 vertragslos wurde.
Nachdem er auch für die Saison 2013/14 keinen Vertrag erhalten hatte, wechselte er in die Entwicklungs-Liga (damals NBA-D-League) zu den Rio Grande Valley Vipers.
Im Dezember 2013 konnte Johnson einen Vertrag bei den Memphis Grizzlies bekommen.
Zur Saison 2014/15 kehrte er zu den Toronto Raptors zurück. In Toronto verbrachte er zwei Saisons, bevor er am 10. Juli 2016 einen Vertrag bei den Miami Heat unterzeichnete. Er feierte dort seine beste Saison und kam mit 12,8 Punkte, 4,9 Rebounds, 3,6 Assists, 1,0 Steals und 1,1 Blocks pro Spiel auf sehr gute Werte für einen Bankspieler.

## Sonstiges
Johnson besitzt den schwarzen Gürtel in Karate und wurde mit 17 und 18 Jahren Kickbox-Weltmeister. Johnsons Vater Willie war ebenfalls Weltmeister im Kickboxen und lehrt zudem zahlreiche Kampfsportarten in seiner Heimatstadt.